# Hans Jordan
Hans Jordan (Scheuern, 27 dicembre 1892 – Monaco di Baviera, 20 aprile 1975) è stato un generale tedesco della Wehrmacht durante la seconda guerra mondiale.

## Biografia
a Jordan fu affidato il comando della 9ª Armata il 20 maggio del 1944, il 22 giugno del 1944 i sovietici sferrarono la loro offensiva in Bielorussia nome in codice Operazione Bagration. Nel settore nord dell'offensiva sovietica il 1° Fronte Bielorusso sotto il comando del colonnello generale Konstantin Rokossovskij irruppe nelle file difensive della 9ª Armata nel nord e nel sud di Babrujsk. La città fu completamente accerchiata il 27 giugno del 1944; da quel momento Jordan fu destituito dal suo comando.